# 제34회 골든 글로브상
제34회 골든 글로브상은 1976년 상영된 영화 중 가장 뛰어난 영화를 수상하기 위해 1977년 1월에 열린 시상식이다. 미국,캘리포니아/비버리 힐튼 호텔에서 개최되었다.

## 수상 및 후보

### 세실 B. 데밀 상
- 월터 미리쉬 수상

### 작품상-드라마
- 록키 - 존 G. 아빌드센 수상
- 네트워크 - 시드니 루멧
- 바운드 포 글로리 - 할 애쉬비
- 세인트 루이스호의 대학살 - Stuart Rosenberg
- 모두가 대통령의 사람들 - 앨런 J. 파큘라

### 여우주연상-드라마
- 네트워크 - 페이 더너웨이 수상
- 고독한 여심 - 리브 울만
- 그레이스호에서 떨어진 선원 - 사라 마일즈
- 록키 - 탈리아 샤이어
- 인크레더블 사라 - 글렌다 잭슨

### 남우주연상-드라마
- 네트워크 - 피터 핀치 수상
- 마라톤 맨 - 더스틴 호프만
- 바운드 포 글로리 - 데이빗 캐러딘
- 택시 드라이버 - 로버트 드 니로
- 록키 - 실베스터 스탤론

### 작품상-뮤지컬코미디
- 스타 탄생 - 프랭크 피어슨 수상
- 더 리츠 - 리처드 레스터
- 벅시 말론 - 앨런 파커
- 무성 영화 - 멜 브룩스
- 핑크 팬더 4 - 핑크 팬더의 역습 - 블레이크 에드워즈

### 여우주연상-뮤지컬코미디
- 스타 탄생 - 바브라 스트라이샌드 수상
- 프리키 프라이데이 - 바바라 해리스
- 프리키 프라이데이 - 조디 포스터
- 공작부인과 여우 - 골디 혼
- 더 리츠 - 리타 모레노
- 가족 음모 - 바바라 해리스

### 남우주연상-뮤지컬코미디
- 스타 탄생 - 크리스 크리스토퍼슨 수상
- 더 리츠 - 잭 웨스턴
- 실버 스트릭 - 진 와일더
- 무성 영화 - 멜 브룩스
- 핑크 팬더 4 - 핑크 팬더의 역습 - 피터 셀러스

### 여우조연상
- 세인트 루이스호의 대학살 - 캐서린 로스 수상
- 무성 영화 - 버나뎃 피터스
- 세인트 루이스호의 대학살 - 리 그랜트
- 넥스트 스톱 그린위치 빌리지 - 셀리 윈터스
- 캐리 - 파이퍼 로리
- 마라톤 맨 - 마르트 켈러

### 남우조연상
- 마라톤 맨 - 로렌스 올리비에 수상
- 세인트 루이스호의 대학살 - 오스카 베르너
- 무성 영화 - 마티 펠드먼
- 마지막 총잡이 - 론 하워드
- 모두가 대통령의 사람들 - 제이슨 로바즈

### 외국어 영화상
- 고독한 여심 - 잉그마르 베르히만 수상
- 슬리퍼 앤 더 로즈 - 브라이언 포브스
- 포켓 머니 - 프랑수아 트뤼포
- 사촌들 - 장-샤를레 타셀라
- seven beauties - 리나 베르트뮬러

### 감독상
- 네트워크 - 시드니 루멧 수상
- 바운드 포 글로리 - 할 애쉬비
- 모두가 대통령의 사람들 - 앨런 J. 파큘라
- 마라톤 맨 - 존 슐레진저
- 록키 - 존 G. 아빌드센

### 각본상
- 네트워크 - 패디 체이예프스키 수상
- 마라톤 맨 - 윌리엄 골드먼
- 세인트 루이스호의 대학살 - 데이빗 버틀러 외
- 모두가 대통령의 사람들 - 윌리엄 골드먼
- 록키 - 실베스터 스탤론
- 택시 드라이버 - 폴 슈레이더

### 음악상
- 스타 탄생 - 폴 윌리엄스 수상
- 벅시 말론 - 폴 윌리엄스
- 세인트 루이스호의 대학살 - 랄로 쉬프린
- 록키 - 빌 콘티
- 슬리퍼 앤 더 로즈 - Robert B. Sherman 외

### 주제가상
- 스타 탄생 - 폴 윌리엄스 수상
- Car Wash - Norman Whitfield
- Pipe Dreams - Michael Masser 외
- 프리키 프라이데이 - Joel Hirschhorn 외
- 정오에서 3시까지 - 프랭크 D. 질로이
- 벅시 말론 - 폴 윌리엄스

### 미스 골든 글로브
- Nicole Ericson 수상

## 같이 보기
- 제49회 아카데미상
- 제30회 영국 아카데미 영화상